# Sulfonáty
Sulfonáty jsou soli a estery sulfonových kyselin. Soli mají obecný vzorec R-SO -
3  a estery R-SO2-O-R' (R a R' jsou organické skupiny). Obecně jsou sulfonáty stabilní ve vodním prostředí a neoxidující, pokud neobsahují barevné organické skupiny, tak jsou také bezbarvé. Sulfonátové skupiny se nacházejí v mnoha uměle vytvořených i přírodních látkách.

## Soli

Alkylbenzensulfonáty se používají jako tenzidy například v šamponech, zubních pastách a pracích prášcích.

Sulfonátové soli obsahují anionty R-SO -
3 , které jsou konjugovanými zásadami sulfonových kyselin (RSO2OH). Sulfonové kyseliny jsou silnými kyselinami, sulfonátové anionty tedy patří mezi slabé zásady. Díky stabilitě sulfonátových aniontů lze kationty sulfonátových solí, například trifluormethansulfonátu skanditého, použít jako Lewisovy kyseliny.
Sulfonátové soli se připravují reakcemi alkylhalogenidů se siřičitany, například siřičitanem sodným. Obecná rovnice této reakce je:

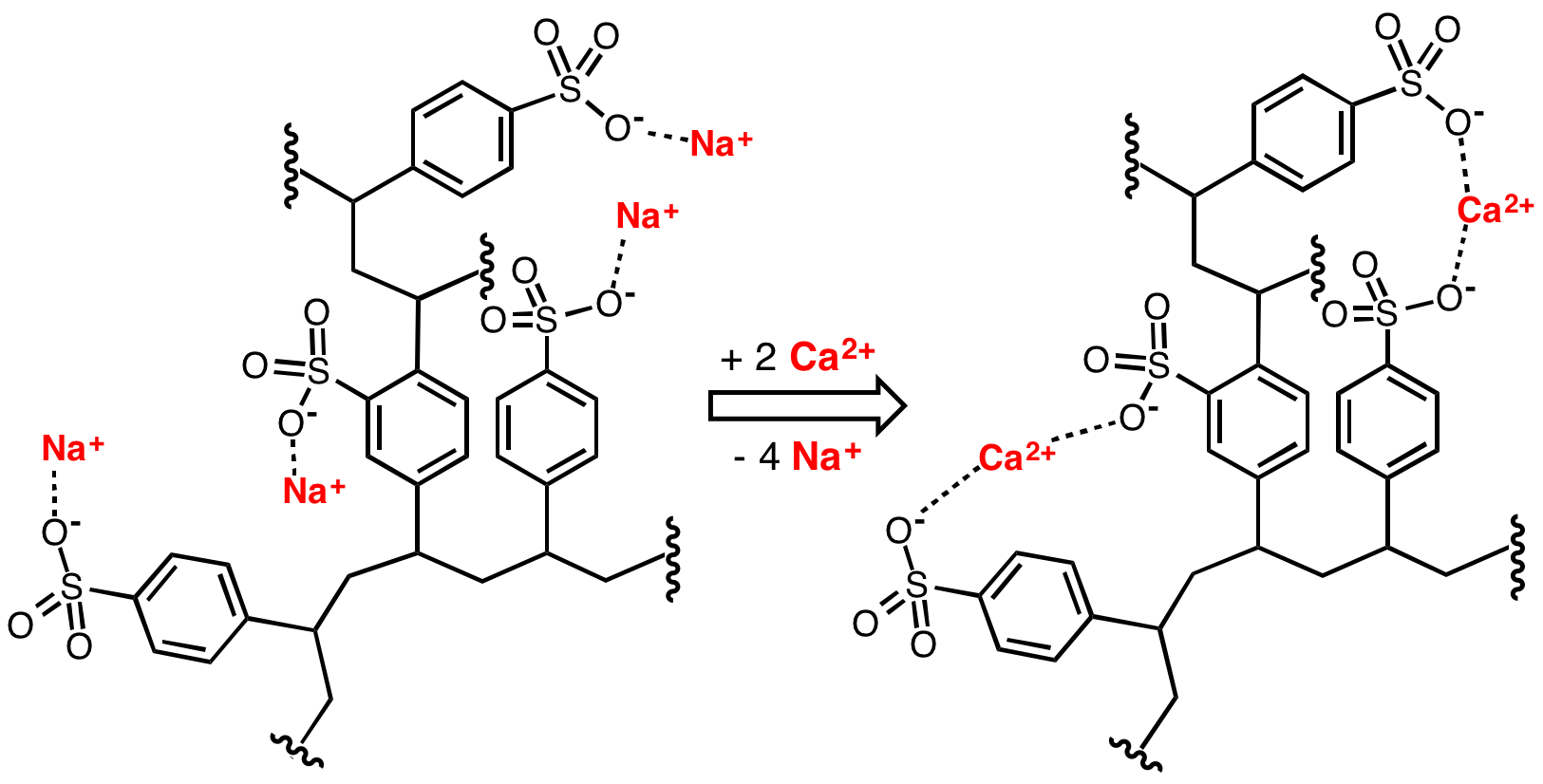
Při změkčování vody se ionty vápníku často odstraňují pomocí sulfonovaných iontoměničů.

RX + M2SO3 → RSO3M + MX
Katalyzátory jsou jodidové anionty.

## Estery
Sulfonové estery mají obecný vzorec R-SO2-O-R'. Systematické názvy těchto látek se tvoří podobně jako u esterů karboxylových kyselin; například když je R' methylová a R trifluormethylová skupina, jedná se o methyl-trifluormethansulfonát.
Estery sulfonových kyselin se používají jako reaktanty v organické syntéze, protože R-SO -
3  jsou obecně velmi dobré odcházející skupiny, obzvláště pokud R je skupina odtahující elektrony; například methyl-trifluormethansulfonát se používá jako methylační činidlo.

### Sultony
Cyklické sulfonové estery se nazývají sultony. Takovou látkou je například propan-1,3-sulton. Některé sultony jsou nestabilními meziprodukty reakcí, při kterých fungují jako silná alkylační činidla, používaná k připojení záporně nabité sulfonátové skupiny. Za přítomnosti vody se pomalu hydrolyzují na hydroxysulfonové kyseliny. Oximy sultonů jsou meziprodukty při výrobě antikonvulziva zonisamidu. 